# Draa
A Draa vagy Drâa (berber: ⴰⵙⵉⴼ ⴻⵏ ⴷⵔⴰ, marrokói arab: واد درعة ) egy folyó Marokkóban. A heves esőzések után a leghosszabb folyója, amelynek elméleti hossza 1100 km.
Az Atlasz-hegységben ered, kezdetben délkelet felé, Tagounite irányába folyik, majd nyugat felé fordulva, Tan-Tan közelében az Atlanti-óceánba ömlik. Az év nagy részében azonban a Tagounite utáni része kiszárad.
Egy szakaszán, mintegy 390 km hosszan Marokkó és Algéria vitatott államhatáraként szolgál és a 20. század első felében az alsó szakasza jelölte a határt francia Marokkó protektorátusa és a spanyol fennhatóságú Juby-fok (Cabo Juby) között.

## Szakaszai
Három, nem egyenlő hosszússágú szakaszra osztható fel:
- A felső Draa: A Draa két forrásfolyóból, a Dadèsből és az Assif n'Tidiliből származik a Magas-Atlasz területén, amelyek Varzázátnál egyesülnek az el-Mansour Eddahbi víztározóban. Varzázáttól keletre 1973-ban épült meg az el-Mansour Eddahbi gát,[1] azóta a Draa iszapos árvizei a múlté, és a folyó már többnyire nem éri el az óceánt. A gátat elhagyva a Draa mintegy ötven kilométeren át keresztez egy nagyon keskeny szurdokot, a Tarhia du Drâa-t.
- A középső Draa: a folyó oázisok sorozatát keresztezi, amelyeket kevésbé mély szurdokok választanak el egymástól. Az N9-es út zöld zónákon halad Agdztól Zagoráig 92 km-en át, majd Zagorától Mhamidig 108 km-en keresztül. A Draa az év nagy részében csak Zagoráig ismerhető el folyóként, az év nagy részében kiszárad.
- Az alsó Draa: a leghosszabb és legszárazabb rész; már távol a Magas-Atlasz havas csúcsaitól. A többnyire kiszáradt meder (vádi) nyugat-délnyugat irányú.

## Oázisok

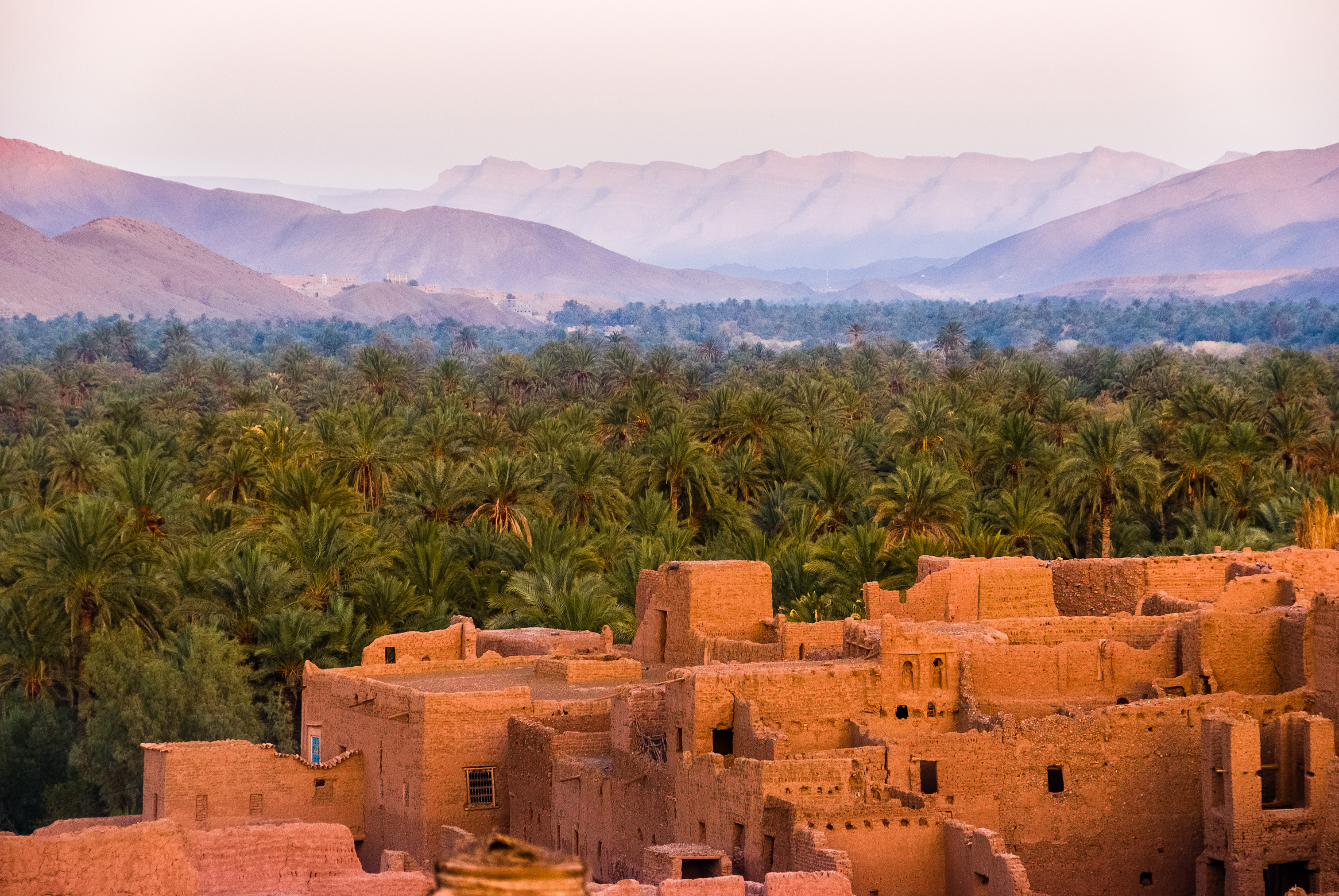
A Draa völgye Varzázát közelében

A folyó felső szakaszának völgye, amely kb. 200 kilométer hosszú, hat oázison halad keresztül, ezek északról délre:
- Mezguita oázis Agdz (Agdez) kisvárosával,
- Tinzouline oázis,
- Ternata oázis Zagora városával,
- Fezouata oázis,
- Ktaoua (vagy Ktawa) oázis Tagounite-val, Blidával, Tiraffal,
- Mhamid el Ghuzlan oázis.

Az oázisok zöld zónájának szélessége átlagosan 3 és 10 kilométer között változik. A datolya a fő termék, de gabonaféléket, zöldségeket és hennát is termesztenek.

## Fordítás
- Ez a szócikk részben vagy egészben  a   Draa River című angol Wikipédia-szócikk fordításán alapul.  Az eredeti cikk szerkesztőit annak laptörténete sorolja fel. Ez a jelzés csupán a megfogalmazás eredetét és a szerzői jogokat jelzi, nem szolgál a cikkben szereplő információk forrásmegjelöléseként.
- Ez a szócikk részben vagy egészben  a   Drâa című francia Wikipédia-szócikk fordításán alapul.  Az eredeti cikk szerkesztőit annak laptörténete sorolja fel. Ez a jelzés csupán a megfogalmazás eredetét és a szerzői jogokat jelzi, nem szolgál a cikkben szereplő információk forrásmegjelöléseként.